# هاني عازر
هاني حلمى إليعازر (ولد سنة 1948 في طنطا، مصر) مهندس مصري ألماني أشرف على بناء محطة قطارات برلين وهو مستشار رئيس جمهورية مصر العربية للمشروعات الهندسية.

## حياته الدراسية
غادر هاني عازر طنطا وذهب للقاهرة لدراسة الثانوية العامة والجامعة. سنة 1973، بعد تخرجه وحصوله على درجة البكالوريوس في الهندسة المدنية من كلية الهندسة بجامعة عين شمس، سافر إلى ألمانيا ليدرس الهندسة المدنية في بوخوم.

## حياته العملية
ترأس هاني عازر فريق بناء نفق تيرجارتن تحت برلين سنة 1994. بعدها أصبح كبير المهندسين لأكبر محطة قطارات في أوروبا ليرتر بانهوف في برلين، واختير من الرئيس المصري عبد الفتاح السيسي عضواً بمجلس علماء مصر للاشراف على عدد من المشروعات وأهمها المشروع القومي للطرق.

## تكريمه
- كرمته المستشارة الألمانية أنغيلا ميركل يوم 26 مايو 2006 في افتتاح محطة برلين للقطارات لمجهوده وخدمة الدولة الألمانية بوسام الجمهورية الألمانية.[4]
- اختير ضمن أشهر 50 شخصية في ألمانيا، بعدما شيد محطة سكك حديد برلين عام 2006، التي حصلت آنذاك على جائزة «محطة العام».[5]
- كرمه الرئيس الأسبق حسني مبارك في مصر في 1 أكتوبر عام 2006.[5]
- حصل على منصب الرئيس الشرفي لمؤسسة «مصر تستطيع».[5]
- حصل في 14 يونيو 2019 على وسام الاستحقاق من الطبقة الأولى لجمهورية ألمانيا الاتحادية.[3]

## وصلات
- هاني حلمي عازر عبقري من مصر في ألمانيا
- هاني عازر في السادة المحترمون، أون تي في، 2 يوليو 2014